# International Association for Jungian Studies
La International Association for Jungian Studies (IAJS), o Asociación Internacional de Estudios Junguianos, es una sociedad científica de académicos y clínicos junguianos formada en 2002.
La IAJS difiere de la organización junguiana internacional dominante, la International Association for Analytical Psychology (IAAP), en que la IAAP acepta sólo a clínicos como miembros (es decir, analistas formados oficialmente), mientras que la IAJS acepta también a eruditos, clérigos, artistas y demás personas con un interés profesional o académico en la teoría junguiana y portjunguiana. La IAJS organiza anualmente conferencias semestrales en las que se presentan trabajos académicos. Tuvo una participación inicial en la revista junguiana Harvest, hasta su separación amistosa anunciada en febrero de 2007, publicando así la International Journal of Jungian Studies. A partir de julio de 2006 la IAJS contaba con 408 miembros en diversos países de todo el mundo.